# Пятовский
Пя́товский — посёлок городского типа в Дзержинском районе Калужской области России. 
Образует одноимённое муниципальное образование посёлок Пятовский со статусом городского поселения как единственный населённый пункт в его составе.

## История
Статус посёлка городского типа — с 1962 года.

## Население
| 1970  | 1979  | 1989  | 2002  | 2009  | 2010  | 2012  | 2013  | 2014  | 2015  | 2016  | 2017  | 2018  | 2019  | 2020  |
| ----- | ----- | ----- | ----- | ----- | ----- | ----- | ----- | ----- | ----- | ----- | ----- | ----- | ----- | ----- |
| 3040  | ↗3152 | ↘2992 | ↗3019 | ↘2910 | ↗2984 | ↘2947 | ↘2896 | ↘2832 | ↘2767 | ↘2729 | ↘2713 | ↘2676 | ↘2673 | ↘2641 |
| 2021  |       |       |       |       |       |       |       |       |       |       |       |       |       |       |
| ↗2649 |       |       |       |       |       |       |       |       |       |       |       |       |       |       |

## Экономика
Добыча и обработка известняка.

## Транспорт
Железнодорожная станция «Пятовская» в 25 км к северо-западу от Калуги на линии Калуга—Вязьма (курсируют дизель-поезда).